# Amar Osim
Amar Osim (født 18. juli 1967) er en tidligere bosnisk fodboldspiller og træner.